# 이태좌
이태좌(李台佐, 1660년 ~ 1739년)는 조선의 문신이다. 본관은 경주(慶州). 자는 국언(國彦), 호는 아곡(鵝谷)이다. 영조 때 좌의정을 지냈다. 이항복의 후손이며, 영의정을 지낸 이광좌의 재종형이다. 당적은 서인이었다가 소론에 가담하였다. 소론이나 몇몇 노론 대신들과는 가까웠다.

## 생애
1699년(숙종 25) 정시 문과에 병과로 급제해서 검열, 사서, 지평, 정언, 문학을 거쳐 어사로 나가 탐관오리들을 벌했으며, 이후 숙종의 신임으로 사서, 부교리, 이조정랑, 검토관, 부수찬, 교리, 겸문학, 부응교, 수찬 등을 거쳐 이조정랑을 다시 하고 부수찬, 사인, 부응교, 겸필선, 집의, 응교를 거쳐 이후 강원도관찰사가 되고 연이어 이조참의, 대사성, 대사간, 승지 등을 거쳐 대독관을 하였다.
다시 대사성이 되고 이조참의를 하고 경종 때 강화유수를 하였다. 이후 대사헌과 공조참판을 거쳐 경기도관찰사로 외직에 나가 민정을 돌보다가 동지의금부사와 병조참판을 거쳐 형조판서로 승진한다. 예조판서를 지내고 좌빈객을 겸하다 호조판서로 옮겼고, 약방제조를 겸하였다.
영조 때 예조판서, 호조판서로 지경연사, 동지경연사를 겸하고 연이어서 호조판서로 도감제조를 겸하고 이후 병조판서가 되는데 계속해 호조판서, 이조판서를 거쳐 수어사와 이조판서를 하다가 공조판서를 거쳐 1728년 우의정으로 승진하였다. 같은 해 이인좌의 난 진압 직후 분무원종공신 1등(奮武原從功臣一等)에 책록되었다. 1729년 좌의정으로 승차하여 판중추부사로 물러난 뒤 1736년 봉조하가 된다. 시호는 충정(忠定)이다.

## 같이 보기
- 이광좌
- 조태억
- 조태채
- 이종성
- 소론
- 이인좌의 난
- 신임환국